# ستارداست (مسبار فضائي)

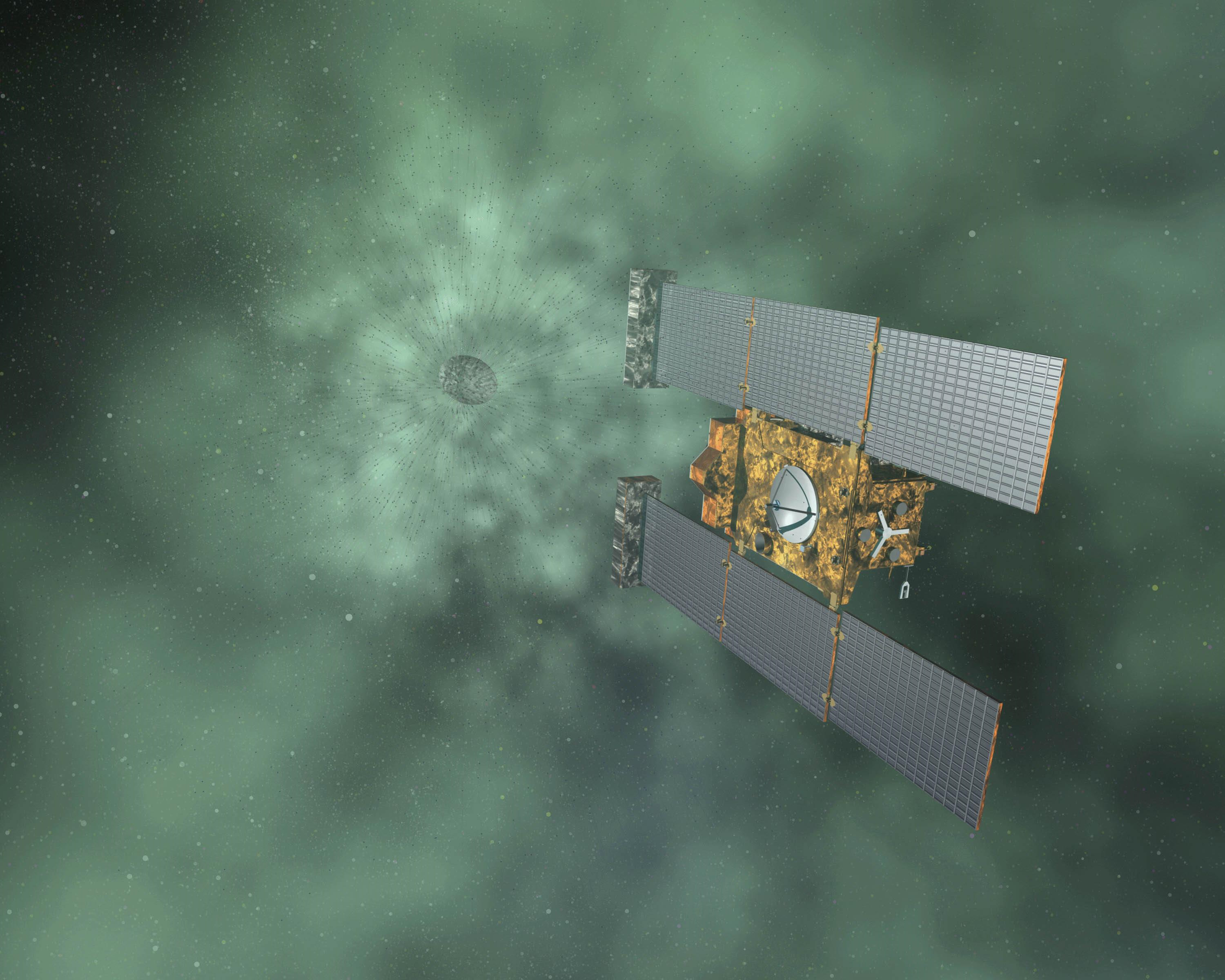

ستارداست، هي مركبة فضائية آلية غير مأهولة أطلقتها ناسا في 7 فبراير 1999 بغرض دراسة كويكب أنافرانك 5535 وجمع عينات من مذنب وايلد 2. انتهت البعثة الأولية في 15 يناير 2006 بعودة كبسولة تحوي عينات إلى الأرض. وقابلت المركبة المذنب  تمبل 1  حاليا في يوم 15 فبراير 2011، وهو جرم صغير يتبع المجموعة الشمسية. كانت مركبة الفضاء المسماة ديب إمباكت قد وصلته من قبل في 4 يوليو 2005. تعتبر بعثة  ستارداست أول بعثة من هذا النوع حيث جـمعت غبارا كونيا وأعيدت العينات في كبسولة إلى الأرض، وهي أيضا أول رحلة تحصل على صور لمذنب سبقت زيارته من قبل.

## تكلفة البعثة
تكلف تصميم وبناء المركبة الفضائية ستارداست 128 مليون دولار أمريكي، كما خصص مبلغ 40 مليون دولار مصروفات تنفيذ البعثة. وبالإضافة إلى ذلك تأتي تكلفة صاروخ الإقلاع.

## أهداف البعثة

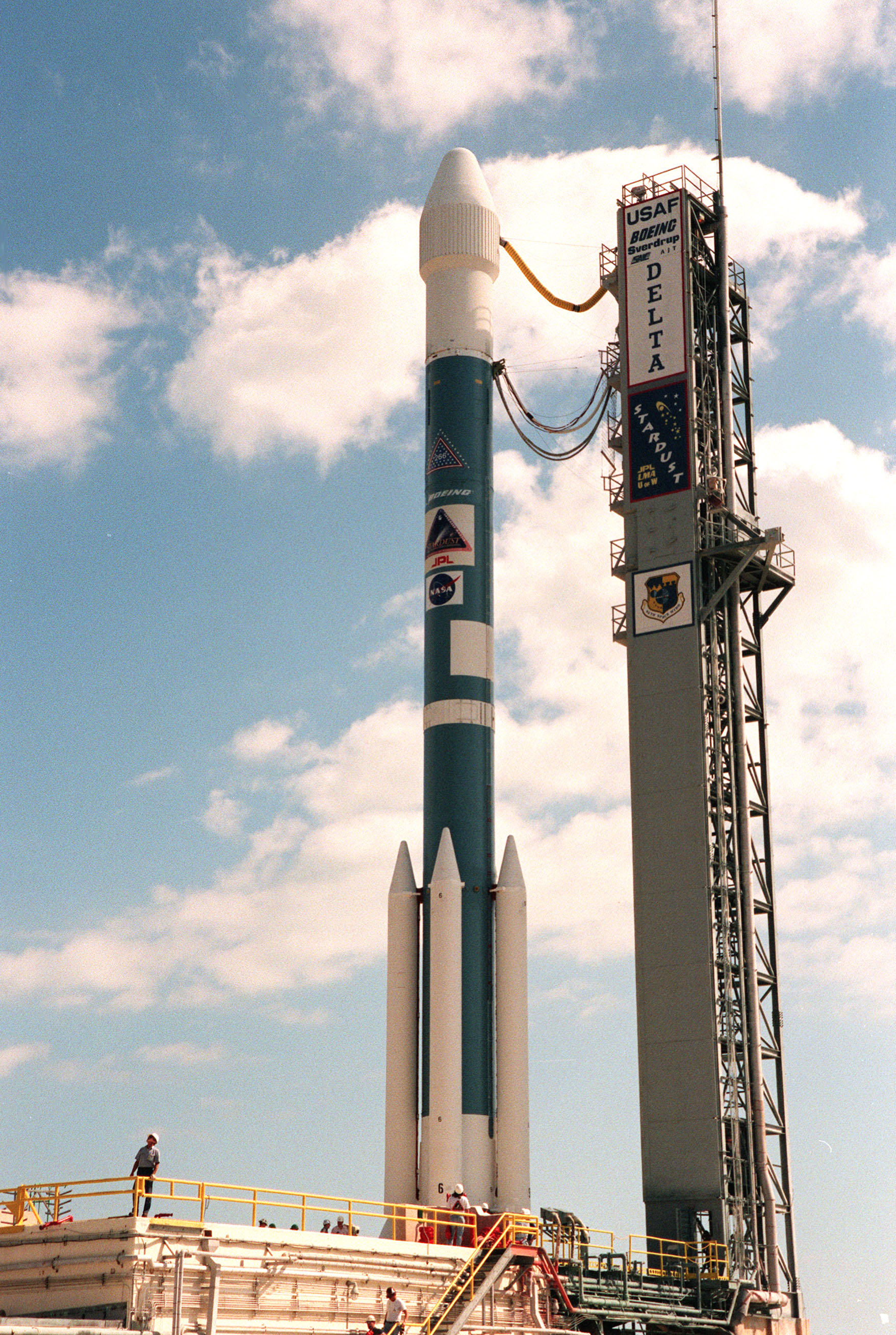
مركبة ستارداست على متن الصاروخ دلتا 2 قبل الإقلاع.

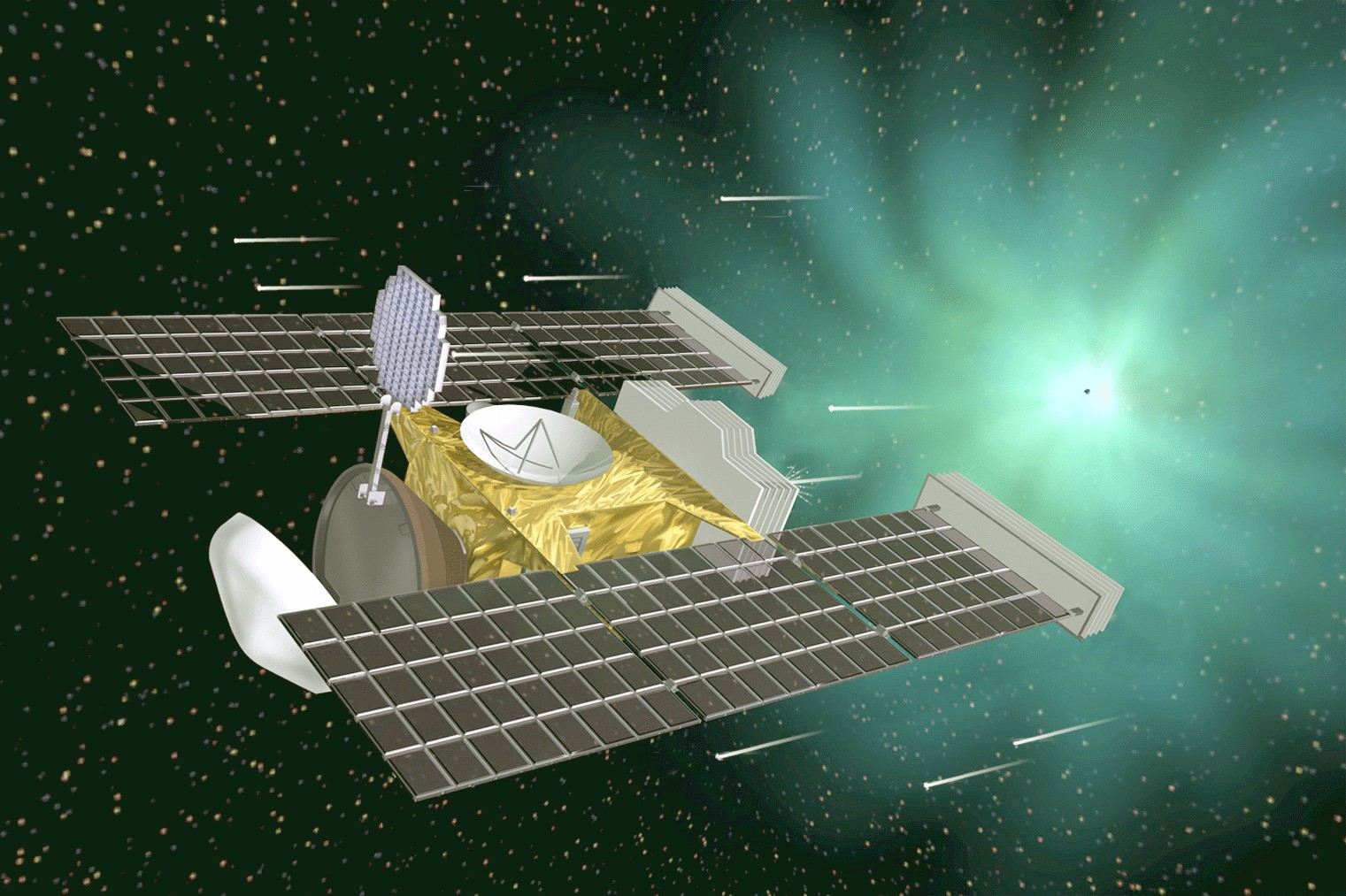
300px left

تتكون المذنبات في خارج النظام الشمسي، وهي تعتبر محتوية على المادة التي تكونت منها المجموعة الشمسية. بهذا تسمح دراسة مادة المذنبات بالتعرف على الأحوال في فترة تكون المجموعة الشمسية. كما يتيح استرجاع عينات من تلك الرحلات ميزة تحليل العينات هنا على الأرض. ومن تلك العينات نأمل أن نحصل على إجابات للأسئلة التالية:
- التركيب الكيميائي والمعدني للمذنبات،
- إلى أي حد تتشابه مادة المذنبات والشهب والوسط البيننجمي واختلافها،
- هل يوجد ماء فيما فيها فقط من ثليج أم يوجد أيضا في معادنها،
- اختلافات في نسب النظائر الكيميائية،
- طبيعة المواد التي تحتوي على الكربون وتركيبها الكيميائي مع السيليكات أو معادن أخرى.

اكتشف عن طريق المسبار الفضائي أوليسيس Ulysses أن غبارا بين نجمي أتيا من اتجاه كوكبة العقرب داخلا المجوعة الشمسية. وأيدت تلك الظاهرة بعثة مسبار جاليليو عام 1994، ولكن المشاهدة الفلكية لا تعطينا معلومات كافية عن تركيب ذلك الغبار. فهي تتكون من حبيبات صغيرة ليس لها شكل منتظم مجهولة تماما. لهذا فيتضمن الهدف الثاني للبعثة تجميع عينات من ذلك الغبار للإجابة على تلك الأسئلة التالية:
- التركيب الكيميائي
- نسب النظائر في الكربون، الهيدروجين والمغنسيوم والأكسجين والسليكون،
- التكوين المعدني والتكوين البنائي
- عن وجود أختلافات في نسب نظائر العناصر،
- عن السليكاتك، هل تحتوي السيليكات على بنية زجاجية (عشوائية) أم بنية بلورية، وبأي نسبة بين السيليكون والأكسجين،
- عن حبيبات الجرافيت (الكربون): مدى كثرتها، وذلك لتفسير امتصاص الموجات الميكرونية في الكون، وبصفة خاصة ذات طول الموجة 22و0 ميكرومتر.
- هل الحبيبات متساوية التركيب أم تتشكل في هيئة نواة من السيليكات وتحوطها طبقة عضوية،
- هل الحبيبات متماثلة أم تختلف في البناء والتركيب،
- هل توجد شواهد عن تغيرات حدثت في الماضي، مثل التفتت، التصادم، التلاحم أو تغيرات كيميائية.

وعن طريق مقارنة العينات يمكن التوصل إلى معرفة وجود تغيرات في تركيب الحبيبات الموجودة حاليا في الغبار البين نجمي بالمقارنة بزمن نشأة المجموعة الشمسية. وتعتمد معلوماتنا حاليا عن تركيب الغبار البين نجومي على افتراضات نظرية، ولكن العينات التي نحصل عليها بواسطة بعثة ستارداست تتيح لنا فرصة إجراء مقارنة مبنية على الواقع.

## وصف البعثة

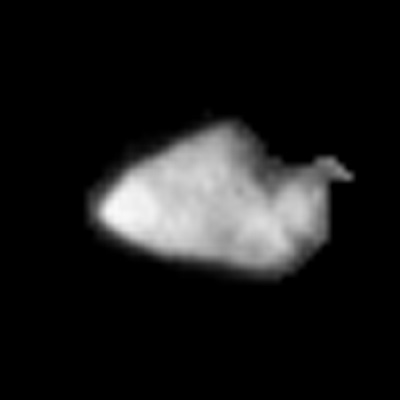
كويكب أنافرانك كما يُرى من بُعد 3.300 كيلومتر.

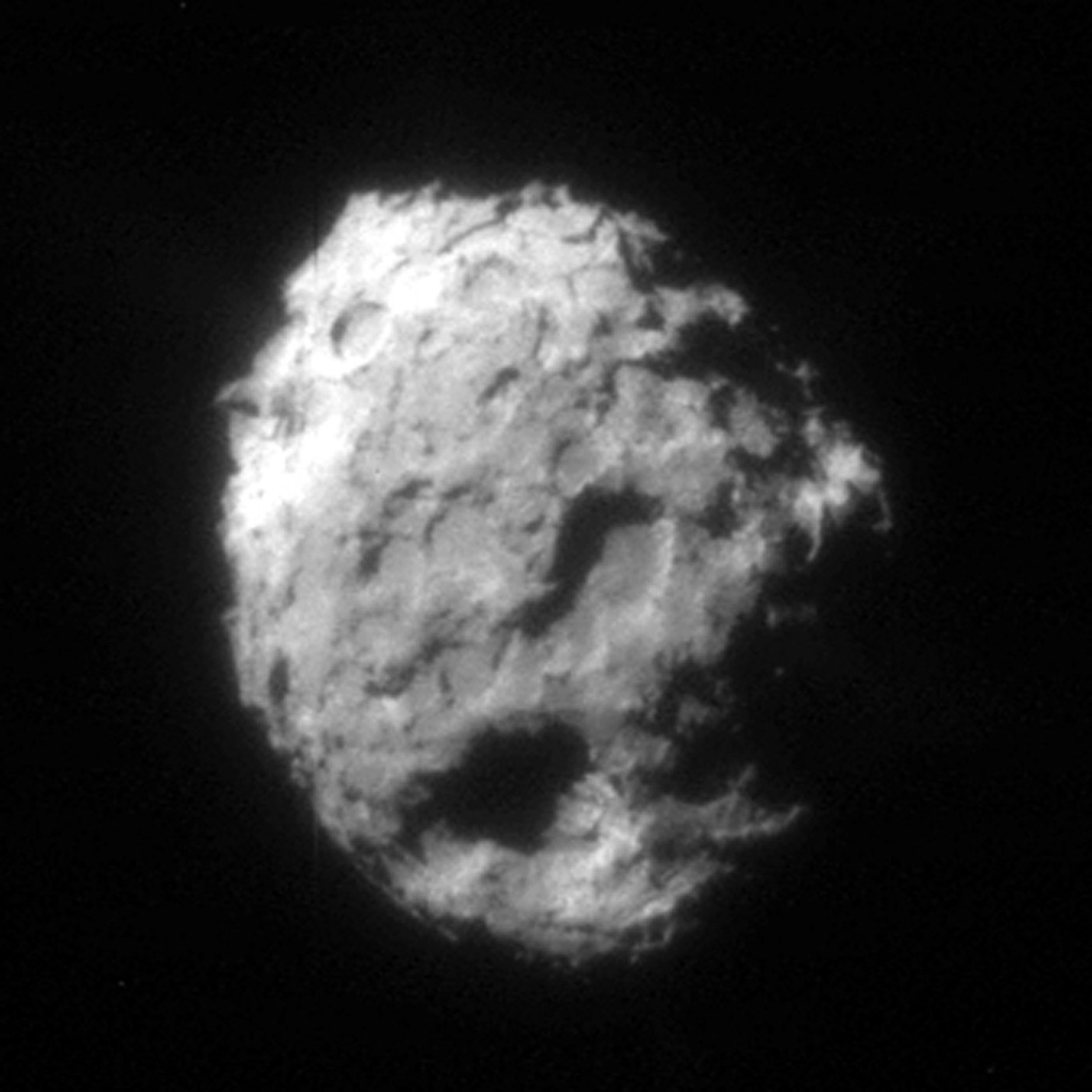
التقط ستارداست هذه الصورة للمذنب ويلد 2 من على بعد 500 كيلومتر، يبلغ قطر نواة المذنب نحو 5و4 كيلومتر. عن: (NASA/JPL).

أقلعت مركبة الفضاء ستارداست يوم 7 فبراير 1999 على متن صاروخ حامل من نوع دلتا 2 من قاعدة الإطلاق 17 بفلوريدا واتخذت مدارا حول الشمس بحيث تستغرق دورتها سنتين.
وعن طريق إجراء مناورة لاستخدام جاذبية الأرض، حيث اقتربت المركبة من الأرض في يناير 2001، فأكسبتها جاذبية الأرض دفعة جعلتها تتخذ مدارا أوسع حول الشمس تتم فيه الدورة خلال سنتين ونصف. وتلى ذلك أن أتمت المركبة دورتين حول الشمس قبل أن تقترب من الأرض مرة ثانية في يناير 2006، وارسلت الكبسولة إلى الأرض.
وعن طريق المدارات المختارة لها مع إجراء بعض التصحيحات، فقد أجريت عليها أربعة مناورات فقط لضبط المدار، فكفاها بسهولة استهلاكها لكمية 85 كيلوجرام فقط من الوقود. ومن ناحية أخرى فقد استغلت الدورتين الأولتين لجمع كمية كافية من الغبار البين نجمي.
وتعرضت المركبة ستارداست في 9 نوفمبر إلى زوبعة شمسية، هي رابع زوبعة شمسية من وجهة الشدة منذ تسجيل تلك الزوابع منذ عام 1976. ونشأت ريح شمسية من انفجار شمسي أكبر 100.000 عن المعتاد أثرت على كاميرا التوجيه للمركبة، فقد احتوت الريح الشمسية بروتونات. لهذا فغيرت المركبة دارتها بحيث تكون في وضع استقرار فلا يصيبها ضرر. وبعد هدوء الريح الشمسية يوم 11 نوفمبر عادت المركبة تعمل في منظومتها المعتادة. وبقحص الكاميرا تبين أن لم يصيبها ضرر من وابل البروتونات، كما أن باقي الأجهزة في المركبة تعمل على مايرام.
وخلال الدورة الثانية التي تمت يوم 2 نوفمبر 2002 اقتربت المركبة من الكويكب أنافرانك 5535 على بعد 3300 كيلومتر منها. واستغلت تلك المقابلة للإعداد إلى هدف البعثة الثاني وهو الاقتراب من المذنب ويلد 2 وتصويره.
في 2 يناير 2004 حامت المركبة ستارداست على بعد 240 كيلومتر وبسرعة 1و6 كيلومتر في الثانية من المذنب ويلد 2. وقامت بالتقاط عدة صور وقامت ببعض القياسات.

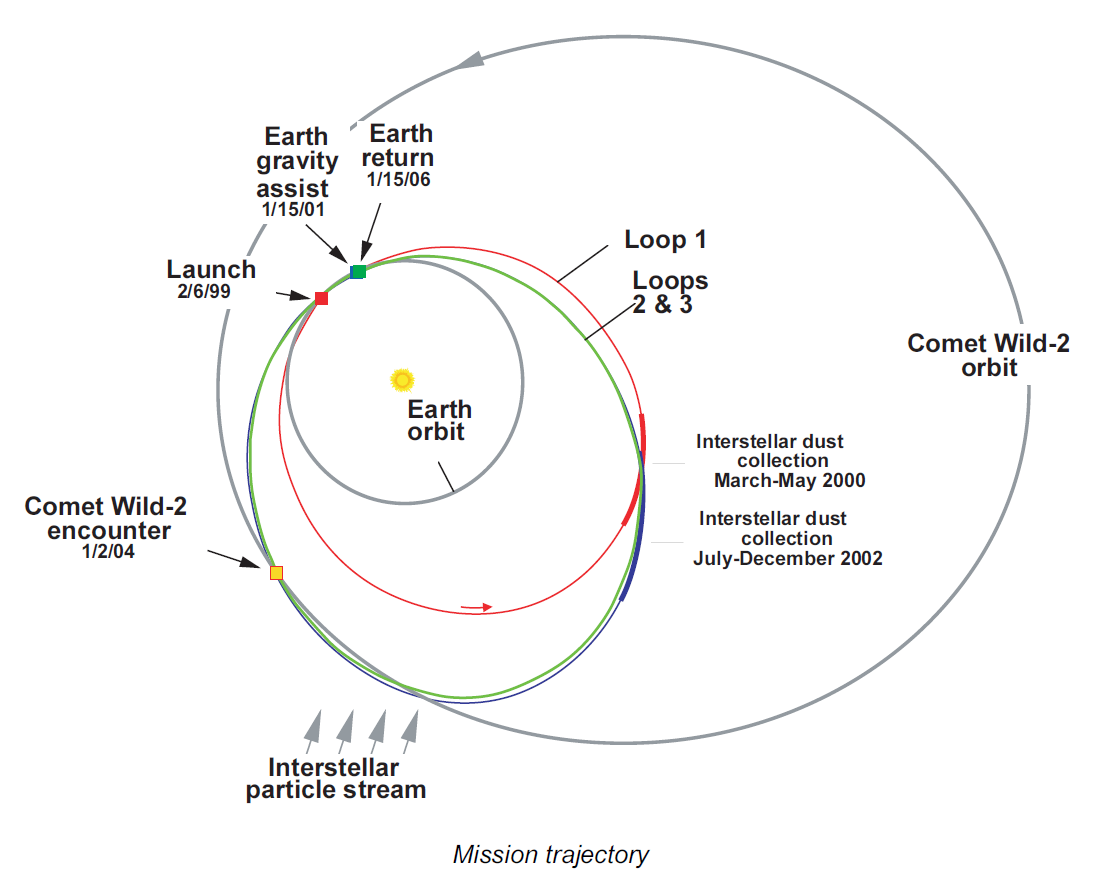

## تجميع العينات

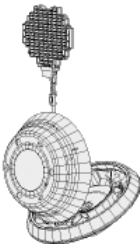
كبسولة تجميع الغبار الكوني لإعادتها إلى الأرض

تجمع حبيبات المذنبات وحبيبات الغبار الكوني على طبقات هلامية منخفضة الكثافة. توجد تلك الطبقات في 90 علبة مكشوفة موزعة على سطح حامل يشبه مضرب كرة التنس، وتبلغ المساحة الكلية للطبقة الهلامية أكثر من 1000 سنتيمتر مربع. وتستخدم تلك الطبقات لتجميع الحبيبات التي تصتدم بها أثناء طيران المركبة الفضائية.
ومن أجل تجميع الحبيبات على طبيعتهم تستخدم مادة هلامية إسفنجية خفيفة مكونة من السيليكون، تشغل مسامها نحو 99 % من حجمها. وعندما تصتدم حبيبة بطبقة من ال 90 من علب المادة الهلامية فإنها تتخللها وتنحشر فيها مكونة مسارا في الطبقة الهلامية حتى تتوقف عن الحركة. وقد ثبتت اللوحة الحاملة للعلب الهلامية (وهي مصنوعة من الألمونيوم) في كبسولة مغلقة لإعادتها إلى الأرض. وقامت المركبة الفضائية عند اقترابها من الأرض عام 2006 بفصل الكبسولة بالعينات لتهبط على الأرض.
وبغرض تحليل وفحص الحبيبات التي جمعت من الغبار الكوني بالكامل فلا بد من التقاط نحو مليون صورة لهم في المعامل على الأرض. وسوف تُرسل الصور إلى شبكة من مراكز اللبحوث المهتمة بدراسة تلك الحبيبات، وتجري تلك العملية تحت اسم Stardust@home في الإنترنت.

## عودة كبسولة العينات

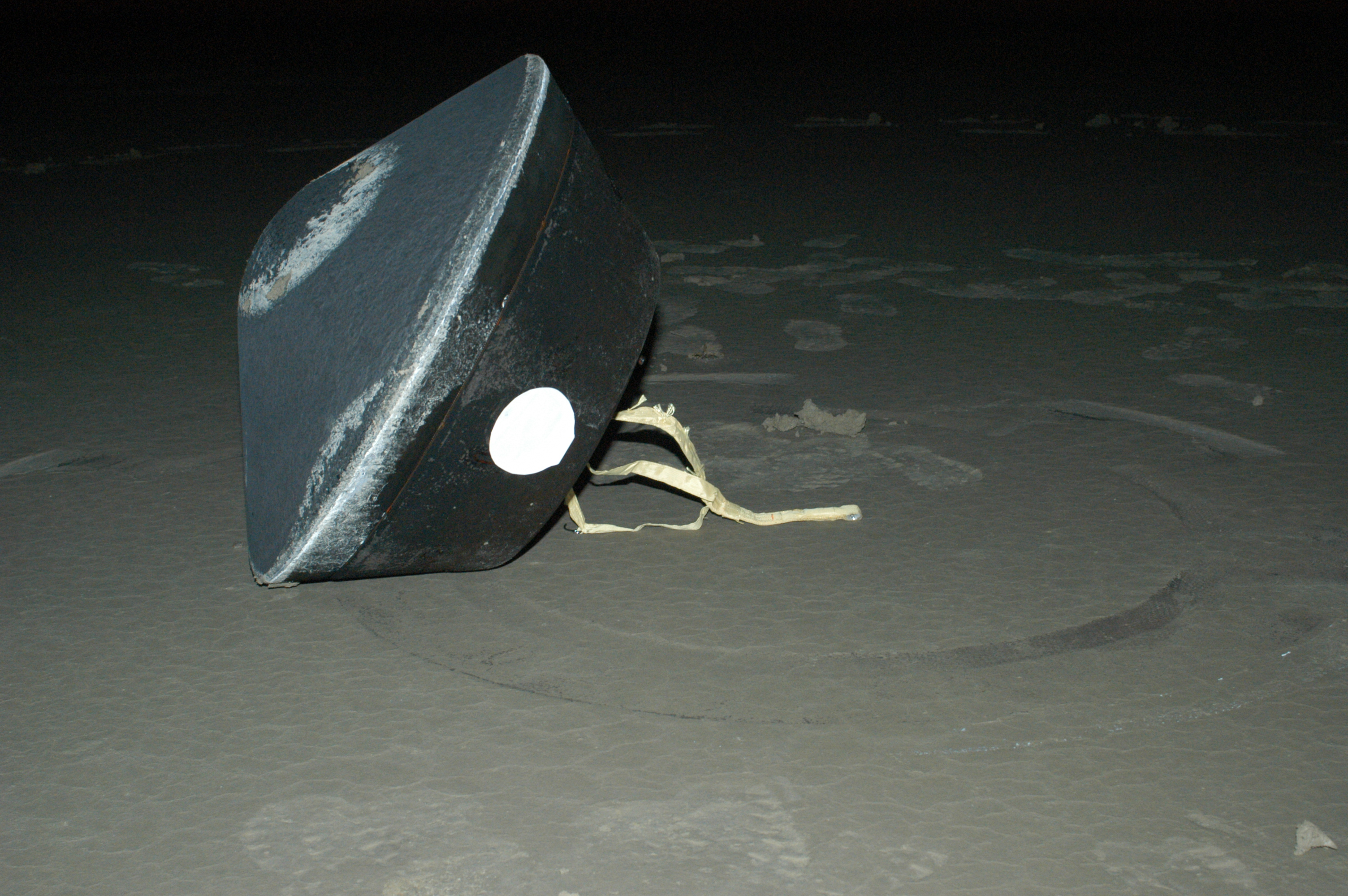
كبسولة العينات عند عودتها إلى الأرض.

في يوم 16 يناير 2006 في تمام الساعة 05:57:00 حسب التوقيت العالمي المنسق انفصلت الكبسولة من مركبة ستارداست ودخلت جو الأرض في الساعة 09:57:00، وكانت سرعتها 9و12 كيلومتر في الثانية وهي أقصى سرعة وصلت إليها مركبة فضائية (كبسولة) من صنع الإنسان تدخل جو الأرض. ثم انفتحت مظلة الهبوط ووصلت الأرض الساعة 10:10:00 في منطقة أتاه للتجارب والتدريب. الإحداثيات: (40°21.9′N 113°31.25′W / 40.3650°N 113.52083°W),.
ثم نقلت الكبسولة بطائرة نقلتها إلى قاعدة إلينجتون الجوية في هيوستن، تكساس. ثم تم نقل الكبسولة بسيارة إلى مركز جونسون للفضاء في هيوستن لتحليل العينات التي جمعتها.

## دراسة العينات

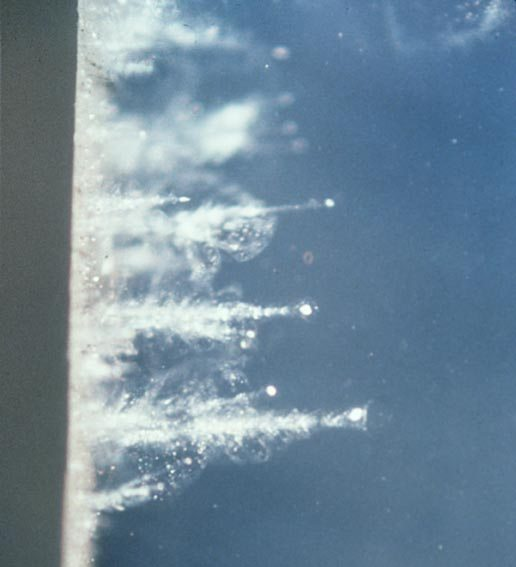
حبيبات غبار كوني مخترقة الطبقة الهلامية.

بينت التقديرات الأولية أن نحو مليون حبيبة من الغبار الكوني كانت عالقة في الطبقة الهلامية لمجمع العينات. كما وجدت نحو 100 حبيبة تبلغ مقاييسها 100 ميكرومتر وكانت أكبرهم مقاس 1000 ميكرومتر.
كما وجدت نحو 45 من صدمات الغبار الكوني معلّمة على خلفية حامل العينات، وكذلك وجدت حبيبات من غبار المذنب، وقام العلماء بفحصها.
نُشرت 7 أبحاث عن المراحل الأولى لفحص العينات في ديسمبر 2006 في مجلة «ساينس جورنال». ومن ضمن النتائج وجدت الآتي:
- وجود مركبات عضوية مختلفة وبعضها يحتوي على النتروجين،
- مركبات عضوية سلسلية،
- سيليكات كثيرة غير بلورية (زجاجية التركيب) وأخرى بلورية مثل أليفين وبيروكسين، وهذه مطابقة لمادة المجموعة الشمسية والفضاء بين النجوم، وكانت تلك النتيجة مؤيدة لنتائج تحليل الطيف التي أجريت سابقا في مراصد أرضية. [[[4]
- لم توجد سيليكات تحتوي على الماء ولا كربونات معدنية ،مما يعنى عدم تواجد تفاعلات في محاليل مائية في غبار المذنب، ولكن وجد كربون نقي في هيئة CHON في العينات، كما وجد ميثيلامين وإيثيلامين في الطبقة الهلامية لمجمع الكبسولة ولم يكونا مقترنان بحبيبات معينة.

## التقابل مع تمبل 1

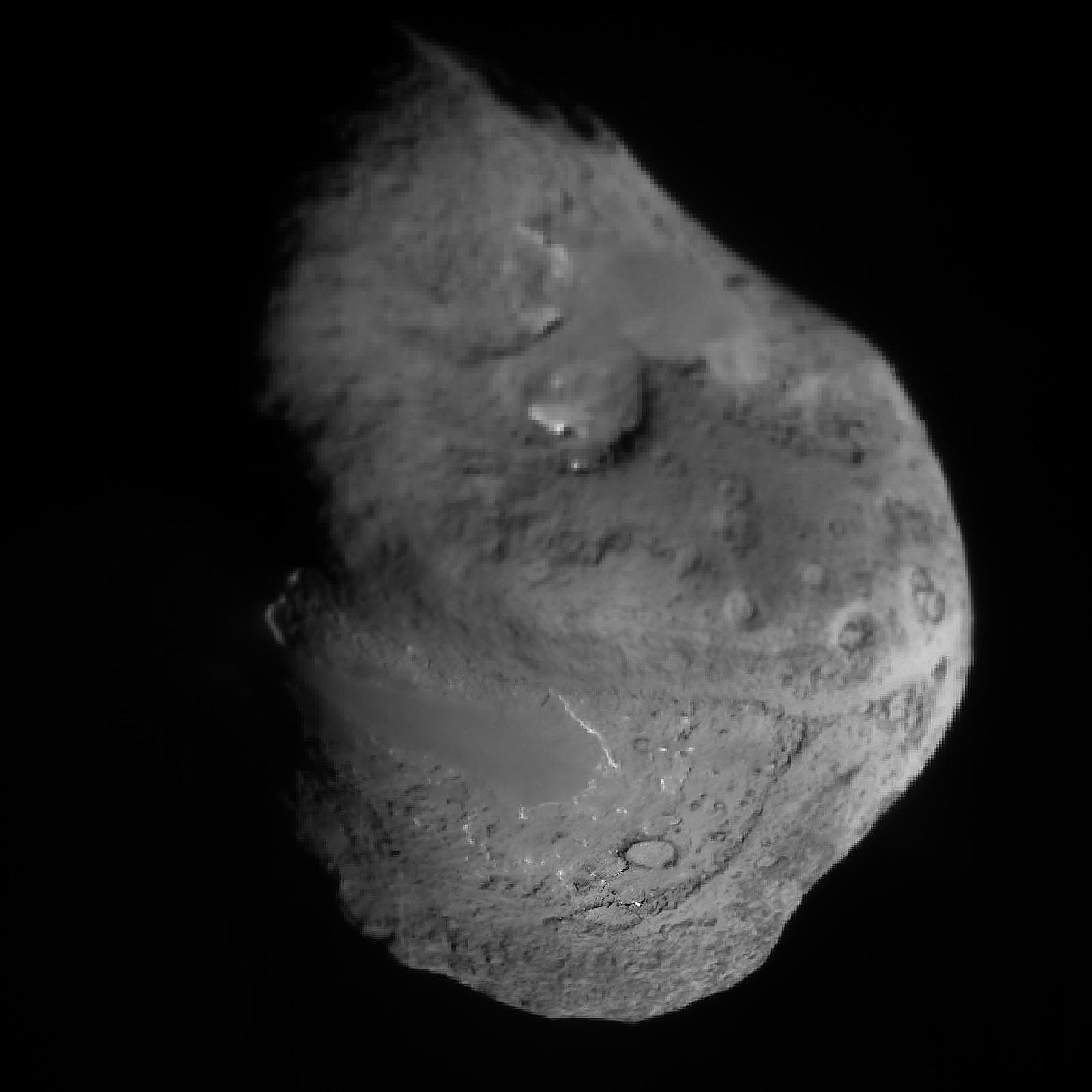
النواة الصخرية للمذنب تمبل 1.

في 19 مارس 2006 أعلن العلماء المشرفون على بعثة ستارداست أنهم في سبيل دراسة مد البعثة للذهاب إلى مذنب تمبل 1 وتصويره. وقد سبق زيارة هذا المذنب أثناء رحلة ديب امباكت عام 2005، وقام مسبار الفضاء آنذاك بقذف نواة المذنب الصخرية بقذيفة من النحاس وزنها نحو 400 كيلوجرام. وأمل العلماء في تصويره مرة ثانية الآن ومعرفة الحفرة التي سببتها القذيفة على سطحه وآثارها.
والمذنب تمبل 1 هو مذنب دوري يدور حول الشمس مرة كل 5و5 سنة، وتبلغ مقايس نواته الصخرية 8 كيلومتر طولا ونحو 5 كيلومتر في مقطعه.
وفعلا في يوم 3 يوليو 2007 قرر العلماء مد البعثة واطلقوا عليها اسم «استكشاف جديد لتمبل 1 NExT». وكان مقدرا أن مد الرحلة سوف يستهلك الجزء الباقي من الوقود، وبهذا تكون مركبة الفضاء قد أنهت مهمتها.

وفي يوم 15 فبراير 2001 في تمام الساعة 04:42:00 توقيت عالمي منسق تقابلت مركبة ستارداست بمذنب تمبل 1 حتى مرت عليه من على بعد 181 كيلومتر، والتقطت 72 صورة أثناء تلك المناورة. وظهرت في الصور تغيرات على سطح المذنب كما اظهرت أجزاء لم تر من قبل أثناء رحلة ديب امباكت.
كما صور موقع قديفة ديب امباكت إلا أن الحفرة لم تكن واضحا تماما بسبب تراكم عودة مواد فيها.

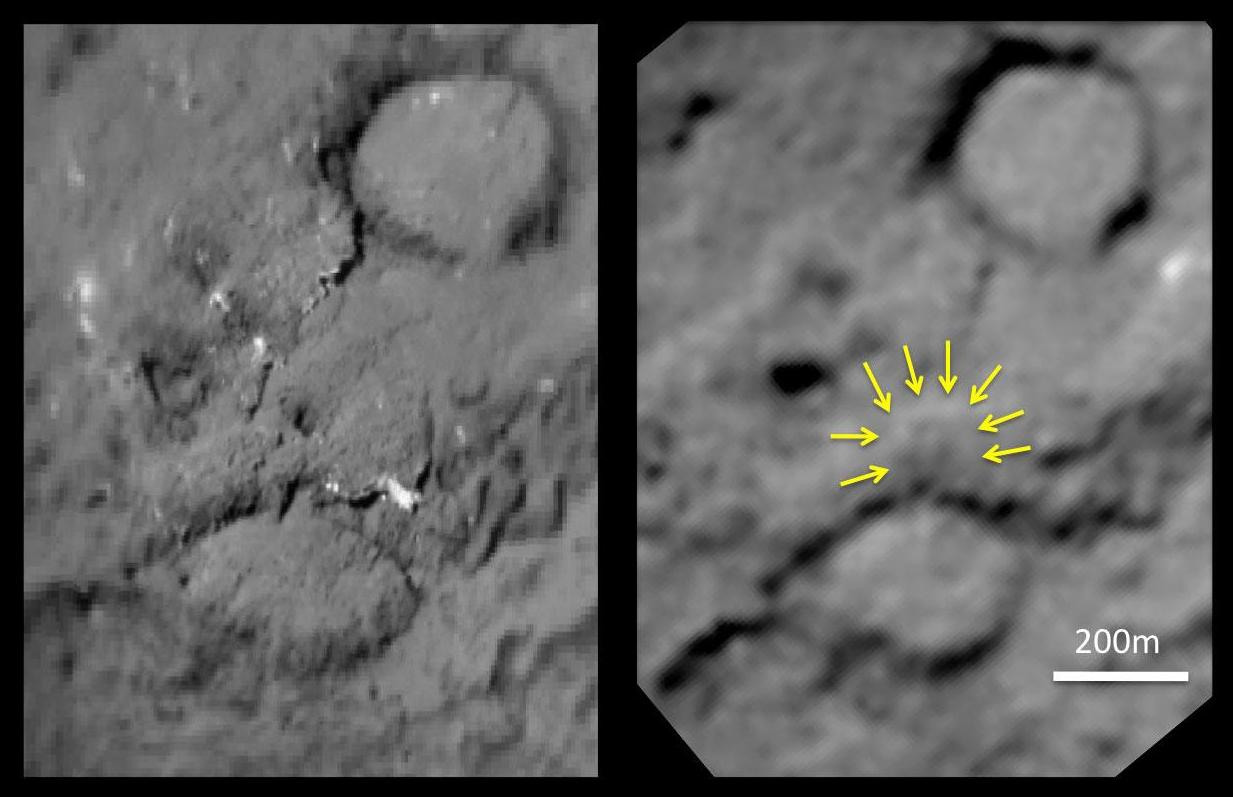
صور لتمبل 1 للحفرة من ديب امباكت (يسار) وصورة التقطها ستارداست (إلى اليمين).

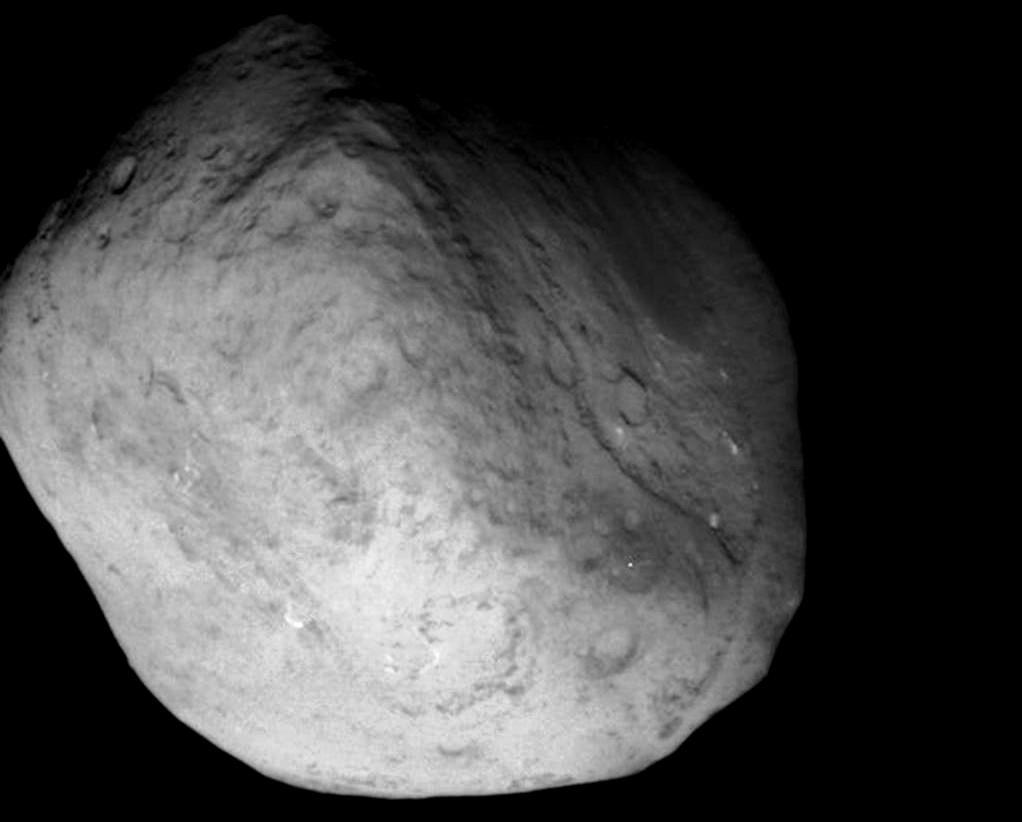
تمبل 1 كما شوهد من ستارداست عند المقابلة ، فبراير 2011.

.

## النتائج
تتبين عينات الحبيبات ا لتي جمعت من مسار المذنب أن المناطق الخارجية من المجموعة الشمسية لم تكن معزولة ولم تكن ملجأ للمواد الفضائية لتبقى فيها.
تشير النتائج إلى أن مواد المجموعة الشمسية التي تقع بالقرب من الشمس كانت تتعرض لحرارات عالية جدا وأن تلك الأجسام
قد غادرت بمفعول ما القرب من الشمس وانتقلت إلى حزام كايبر.
جلايسين ;Glycine
أعلنت ناسا في عام 2009 أن الباحثين قد عثروا في مذنب لأول مرة على جزيئات من تلك التي تدخل في بنية الأحياء، وهذه المادة هي حمض أميني (جلايسين) ومن تلك المادة التي أخرجها المدنب وايلد 2 في عام 2004 وجمعت من ضمن عينات ستاردست. وقد اكتشف وجود جلايسين من قبل في مدنبات وهو أيضا اكتشف في سحب الغاز البيننجمي. وتشير اختبارات التحليل النظائري إلى أن القصف الشديد المتأخر للمذنبات الذي حدث على الأرض بعد تكوينها تشير إلى أن المواد ربما هي التي حملت العناصر الأولية لنشأة حياة على الأرض.

ويقول كارل بيلشر، وهد مدير معهد الفلك الحيوي التابع لناسا تعقيبا على تلك النتائج «عن اكتشاف الجلايسين في مذنب تؤيد فكرة أن المركبات الأساسية لنشأة حياة موجودة في الفضاء، وتعضض افتراض أن الحياة منتشرة في الكون وليست نادرة.»
"

## اقرأ أيضا
- إلكروس
- ديب امباكت
- برنامج سيرفيور
- مستكشف القمر المداري
- روسيتا
- أوسايرس-ركس